# George Ogan
George Ogan (ur. 20 lipca 1938) – nigeryjski lekkoatleta, specjalista trójskoku, medalista igrzysk Imperium Brytyjskiego i Wspólnoty Brytyjskiej w 1966, olimpijczyk.

## Kariera sportowa
Odpadł w kwalifikacjach trójskoku na igrzyskach olimpijskich w 1964 w Tokio (zajął w nich 22. miejsce). Był również zgłoszony do skoku w dal, ale w nim nie wystąpił.
Zdobył srebrny medal w trójskoku, przegrywając tylko ze swym kolegą z reprezentacji Nigerii Samuelem Igunem, a wyprzedzając Freda Alsopa z Anglii, a także zajął 10. miejsce w skoku w dal na igrzyskach Imperium Brytyjskiego i Wspólnoty Brytyjskiej w 1966 w Kingston. Na kolejnych igrzyskach Brytyjskiej Wspólnoty Narodów w 1970 w Edynburgu zajął 9. miejsce w skoku  dal i odpadł w kwalifikacjach trójskoku.